# Papyrus Oxyrhynchus 208 + 1781
Papyrus 5 Gregory-Aland mærket(signum) med {\displaystyle {\mathfrak {P}}}5, er et tidligt skrift fra Det Nye Testamente på græsk. Det er et papyrus manuskript med et indhold fra Johannesevangeliet. Manuskriptet er via dets Palæografi anslået til at stamme fra det 3. århundrede. 
Det bliver opbevaret på the British Library (Inv. 2241) i London. Det er meget fragmentarisk.